# Anteros lectabilis
Anteros lectabilis is een vlindersoort uit de familie van de prachtvlinders (Riodinidae), onderfamilie Riodininae.
Anteros lectabilis werd in 1909 beschreven door Stichel.